# Boulevard d'Inkermann
Le boulevard d'Inkermann est une voie de Neuilly-sur-Seine.

## Situation et accès

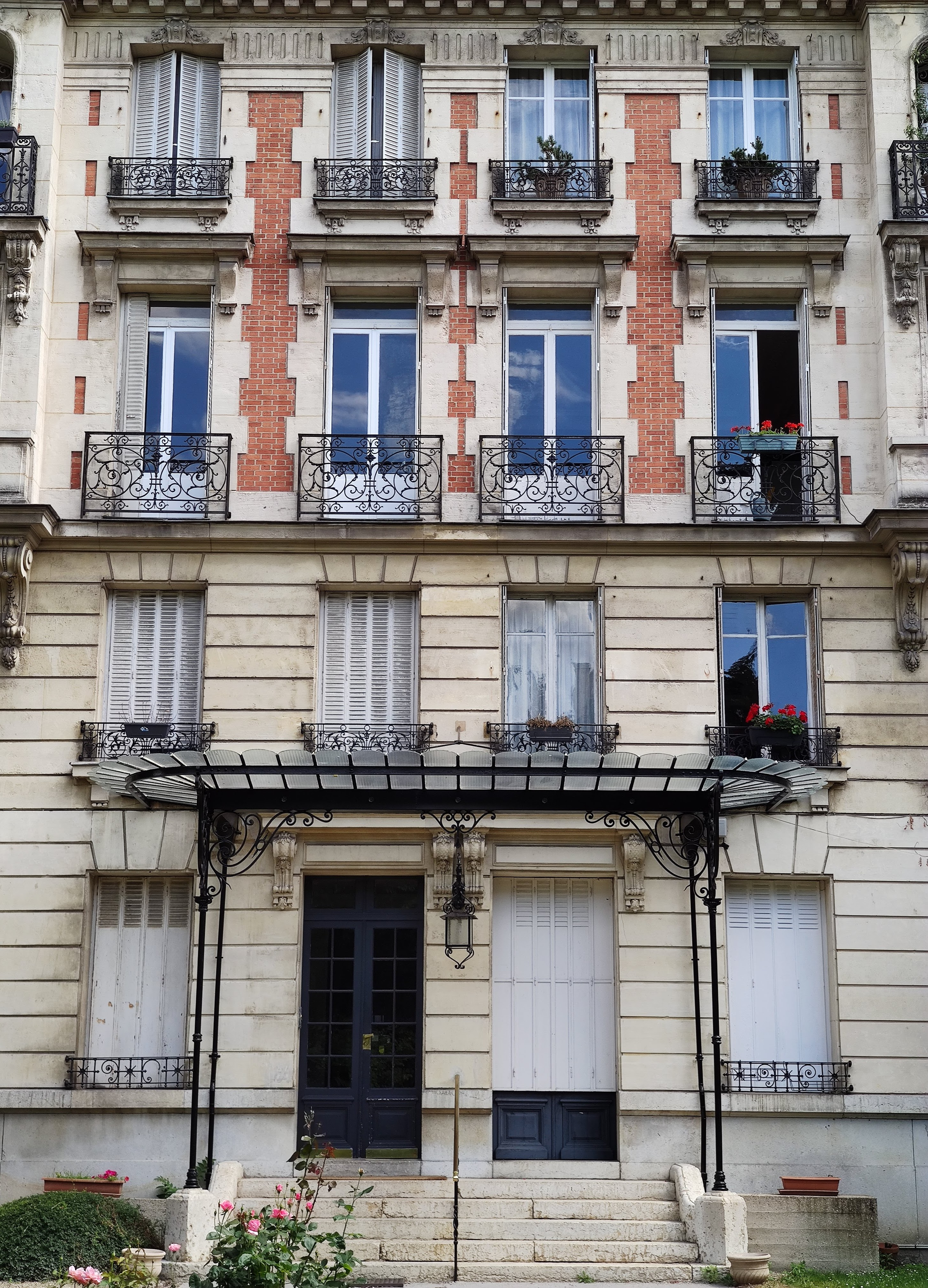
No 6.

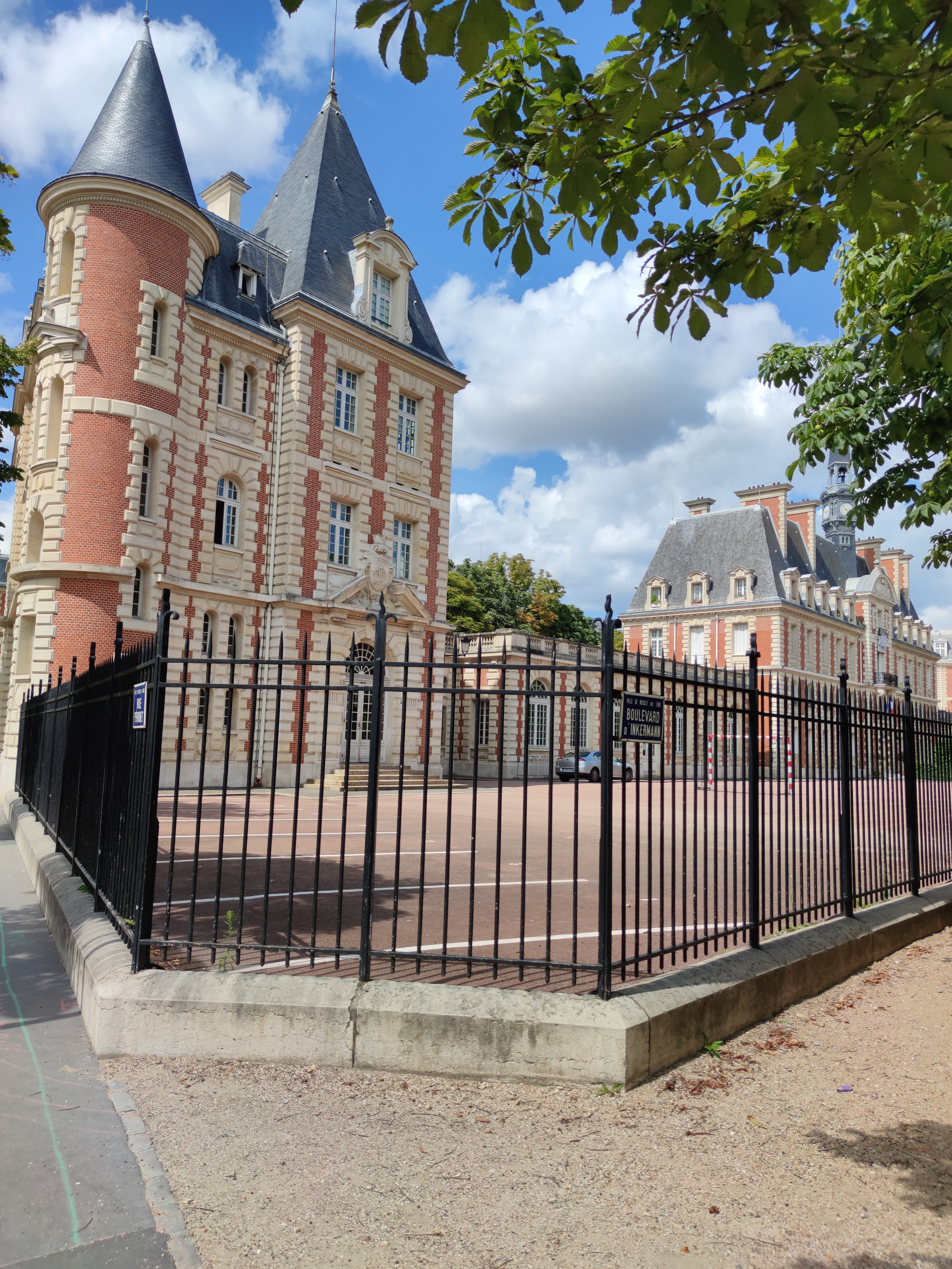
No 21 : lycée Pasteur.

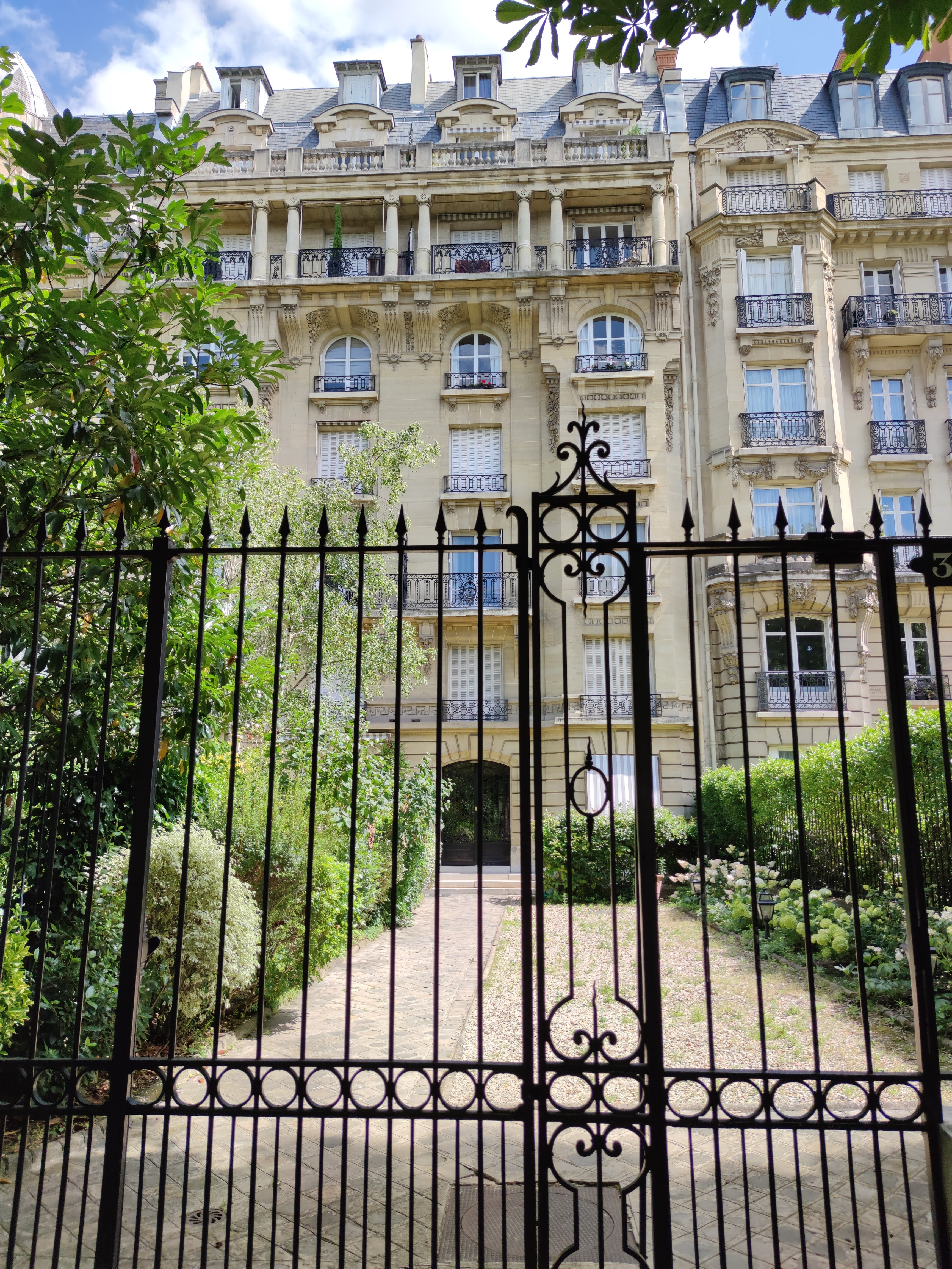
No 32.

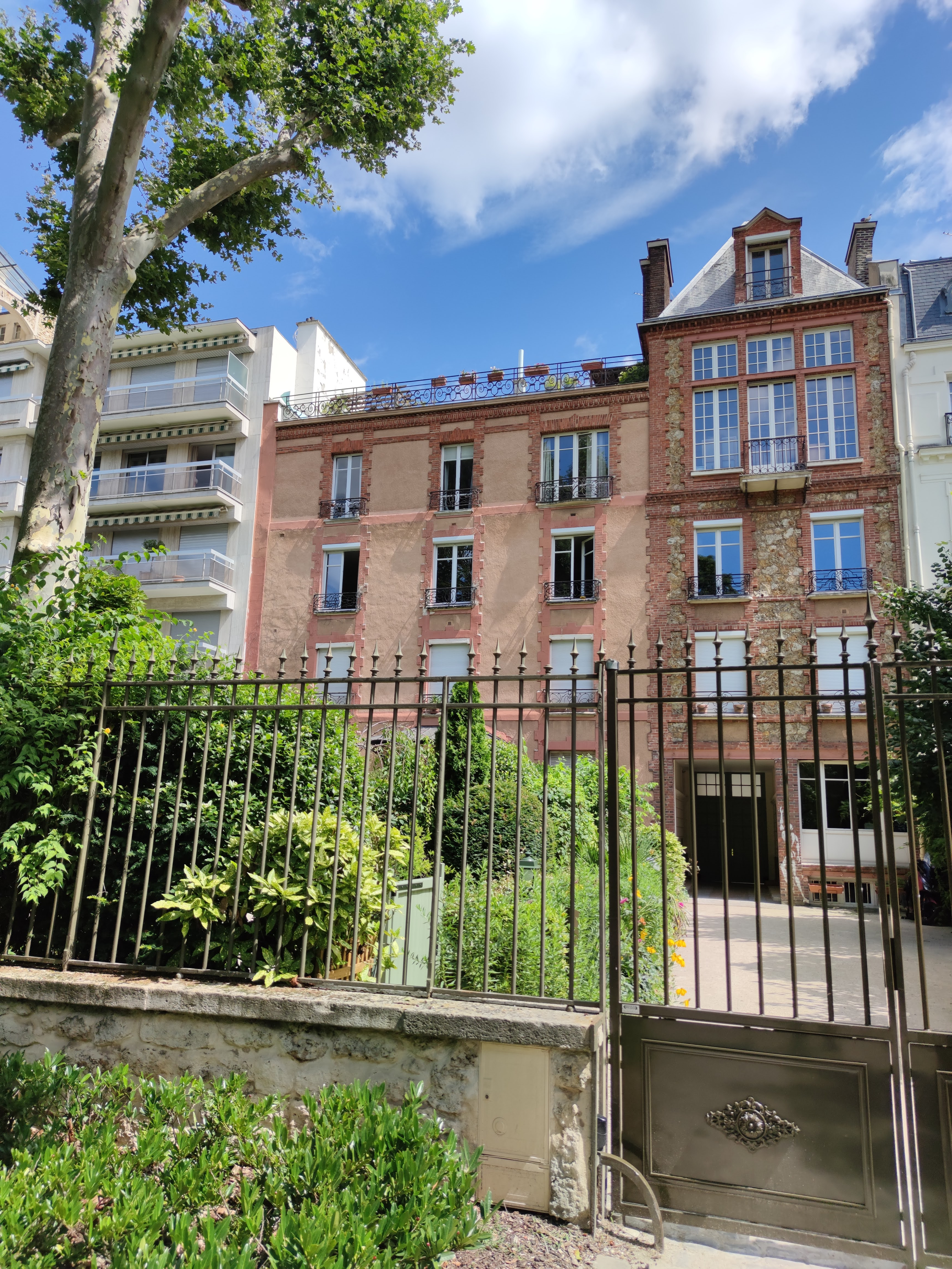
No 38.

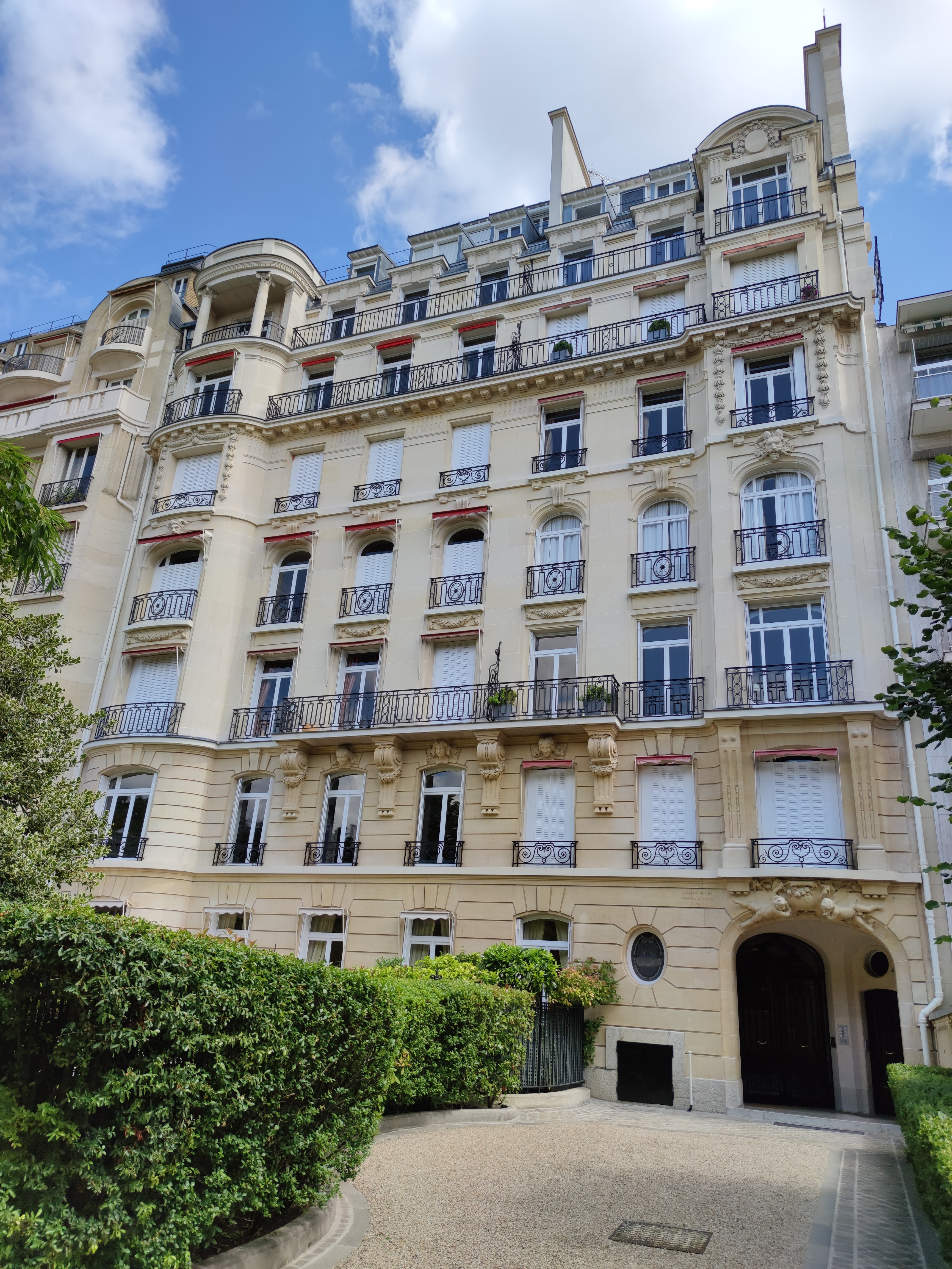
No 42.

Nos 45-47.

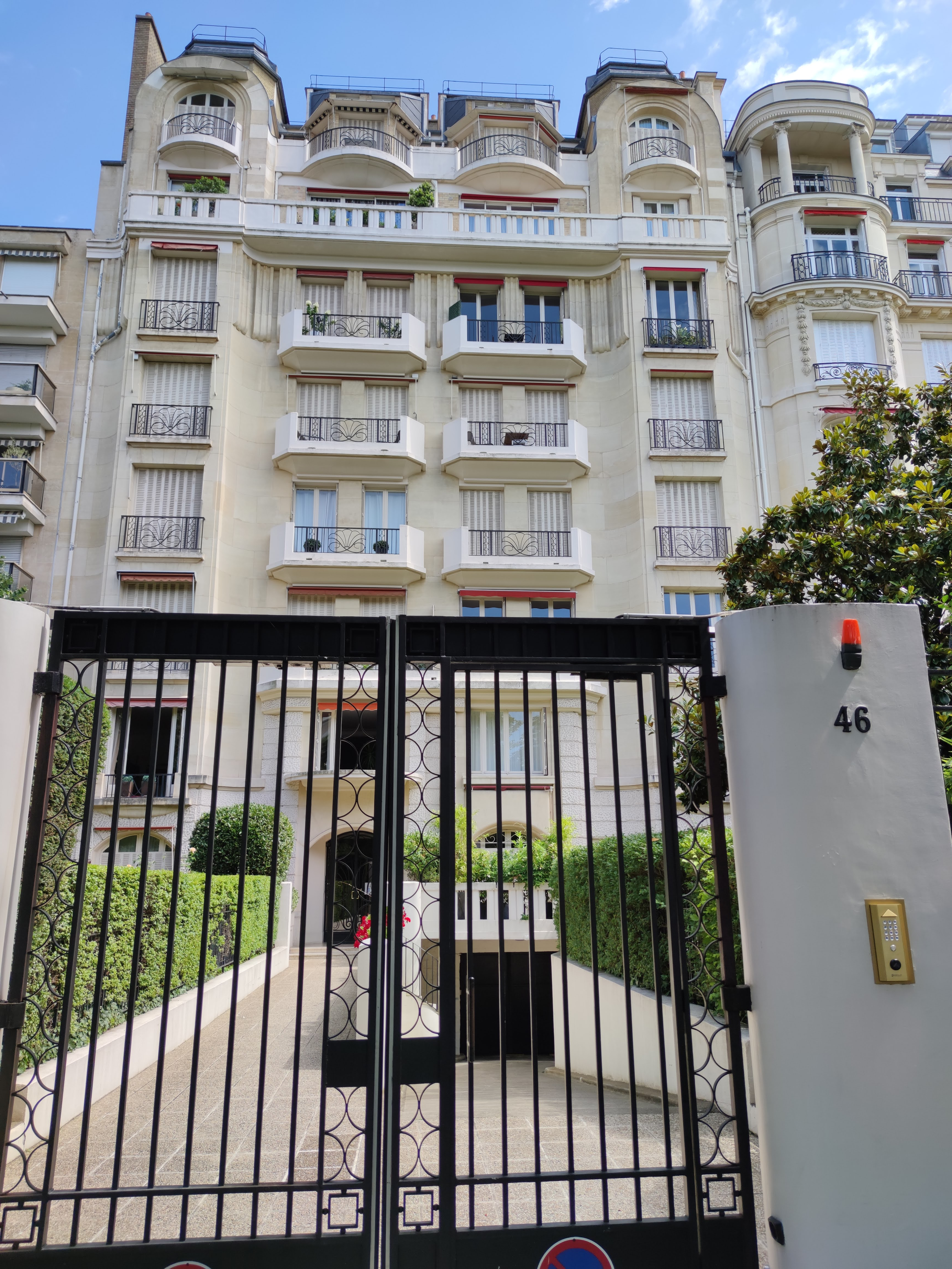
No 46.

Cette voie débute place Winston-Churchill. Orientée sud-nord, elle croise successivement la rue Perronet, la rue Pierrard, la rue Pauline-Borghèse et le boulevard Bineau. Elle se termine place du Duc-d'Orléans, où se rencontrent le boulevard Victor-Hugo, la rue Chauveau et la rue de Lesseps.
Le quartier est desservi par la ligne de métro 1 à la station Les Sablons et par la ligne d'autobus 174.

## Origine du nom
Elle doit son nom à la bataille d'Inkerman (orthographe actuelle avec un seul n) du 5 novembre 1854 pendant la guerre de Crimée.

## Historique
Cette voie a été tracée lorsque l'endroit a été loti sous Napoléon III. Le boulevard prend son nom en 1856.
Les bâtiments en bordure du boulevard sont fortement endommagés pendant la guerre de 1870 et la Commune de Paris. Pendant la Commune de Paris, en 1871, « on se bat continuellement d’une barricade à l’autre, depuis l’entrée du bois de Boulogne jusqu’à Levallois. Le point le plus important est toujours la barricade de la rue Peyronnet, et la fusillade ne cesse guère entre tirailleurs des deux côtés du rond-point de l’avenue d'Inkerman et du boulevard Bineau ».
En 1912, un ouvrier terrassier de 19 ans est enseveli et perd la vie alors qu’il travaille sur un chantier de construction situé à l’angle du boulevard et de la rue Perronet.

## Bâtiments remarquables et lieux de mémoire
- Gérard Philipe et Nicole Navaux y habitent dans les années 1950.
- Statue équestre du duc d'Orléans (1845), sur la place du Duc-d'Orléans, au carrefour des boulevards Victor-Hugo et d’Inkermann[4].
- No 6 : en 1931 est installé à cette adresse le siège de la section française, nouvellement constituée, de la Société anthroposophique universelle fondée par Rudolf Steiner[5].
- No 18 : temple protestant construit par la paroisse de l'Église réformée en 1867 et restauré après 1872.
- No 21 :  lycée Pasteur construit en style néo-Louis XIII en 1912-1914 sur les plans et sous la direction de l’architecte Gustave Umbdenstock. La première pierre en est posée le samedi 6 juillet 1912, en présence du ministre de l’Instruction publique[6]. Mais la Première Guerre mondiale éclate alors que les travaux sont en cours d’achèvement. La colonie américaine de Paris obtient qu’on y installe un hôpital de 500 lits, les salles de dessin, éclairées par le haut, devenant des salles d’opération[7]. Entre le 1er septembre 1914 et le 22 juillet 1917, 12 000 blessés français y sont soignés[8]. Le lycée est finalement inauguré le 18 octobre 1923 par le ministre de l’Instruction publique[9].
- No 27 : piscine construite en 2004.
- No 32 : en 1936, cet immeuble est mis à prix 280 000 francs[10].
- Nos 45-47 : immeuble construit en 1930 par l’architecte Michel Roux-Spitz[11], conçu, initialement, de la façon suivante : un petit hôtel particulier formé par le rez-de-chaussée et le premier étage, le jardin lui étant associé, un appartement par étage aux cinq niveaux suivants et, au 7e étage, un studio avec terrasse-jardin[12].

### Bâtiments démolis
- L’artiste peintre allemande Louise Catherine Breslau (1856-1927) habite de 1902 à 1912 dans « une maison avenante, paisible, précédée d’un jardin en longueur » située sur le boulevard[13]. Après sa mort, l'écrivaine Madeleine Zillhardt y recevra la journaliste Blanche Vogt pour évoquer la vie des deux artistes[14].
- No 2 :  en 1902[15], l’actrice française Jane Hading (1859-1941) possède un hôtel particulier à cette adresse[16].

- No 11 : en 1945, adresse de l’aéro-club de Neuilly[17].

- Nos 12-14-16 : congrégation de l’Oratoire[18].

- No 27 : hôtel particulier de l’actrice Rachel Boyer, où elle meurt en 1935[19].

- No 29 : à cette adresse, séparé de la rue par « un jardinet tout embaumant de massifs de lilas », se trouve « un joli cottage discret, une maisonnette de deux étages, blanche et proprette », où réside en 1885 le père Hyacinthe[20], Hyacinthe Loyson (1827-1912), prêtre français connu pour ses sermons à Notre-Dame de Paris et pour avoir été excommunié en 1869.

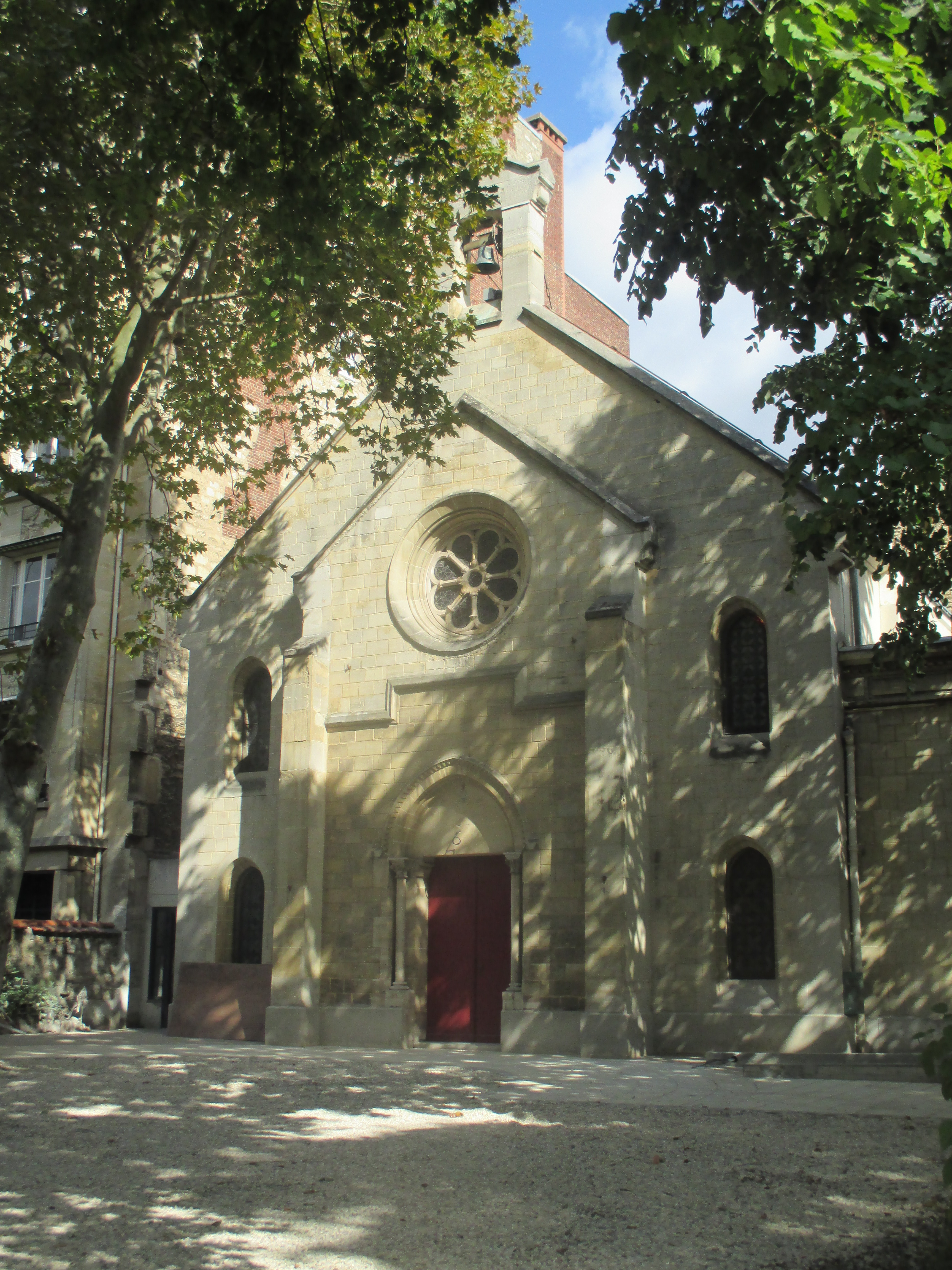
No 18 : temple protestant de Neuilly.
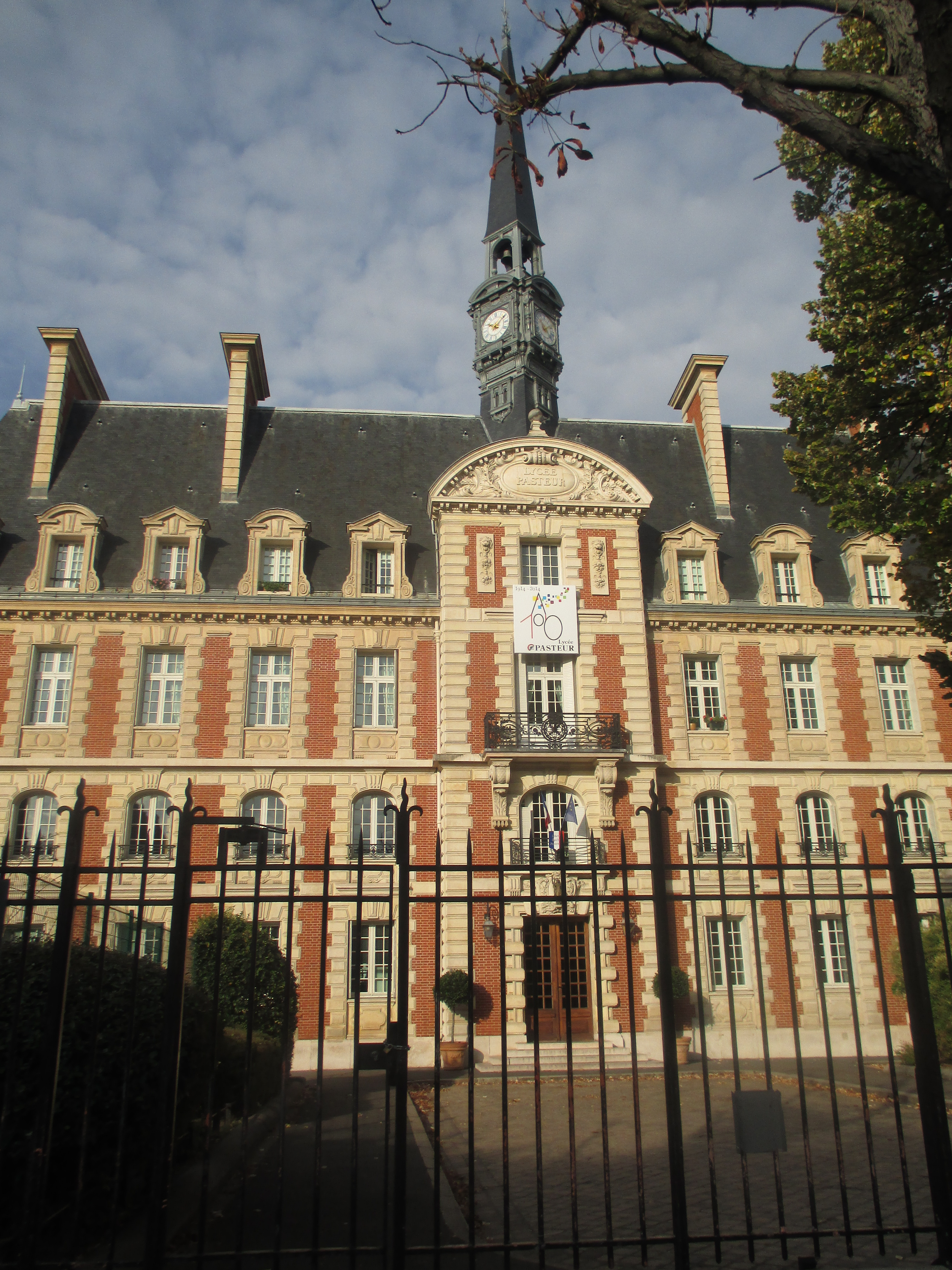
No 21 : entrée du lycée Pasteur.
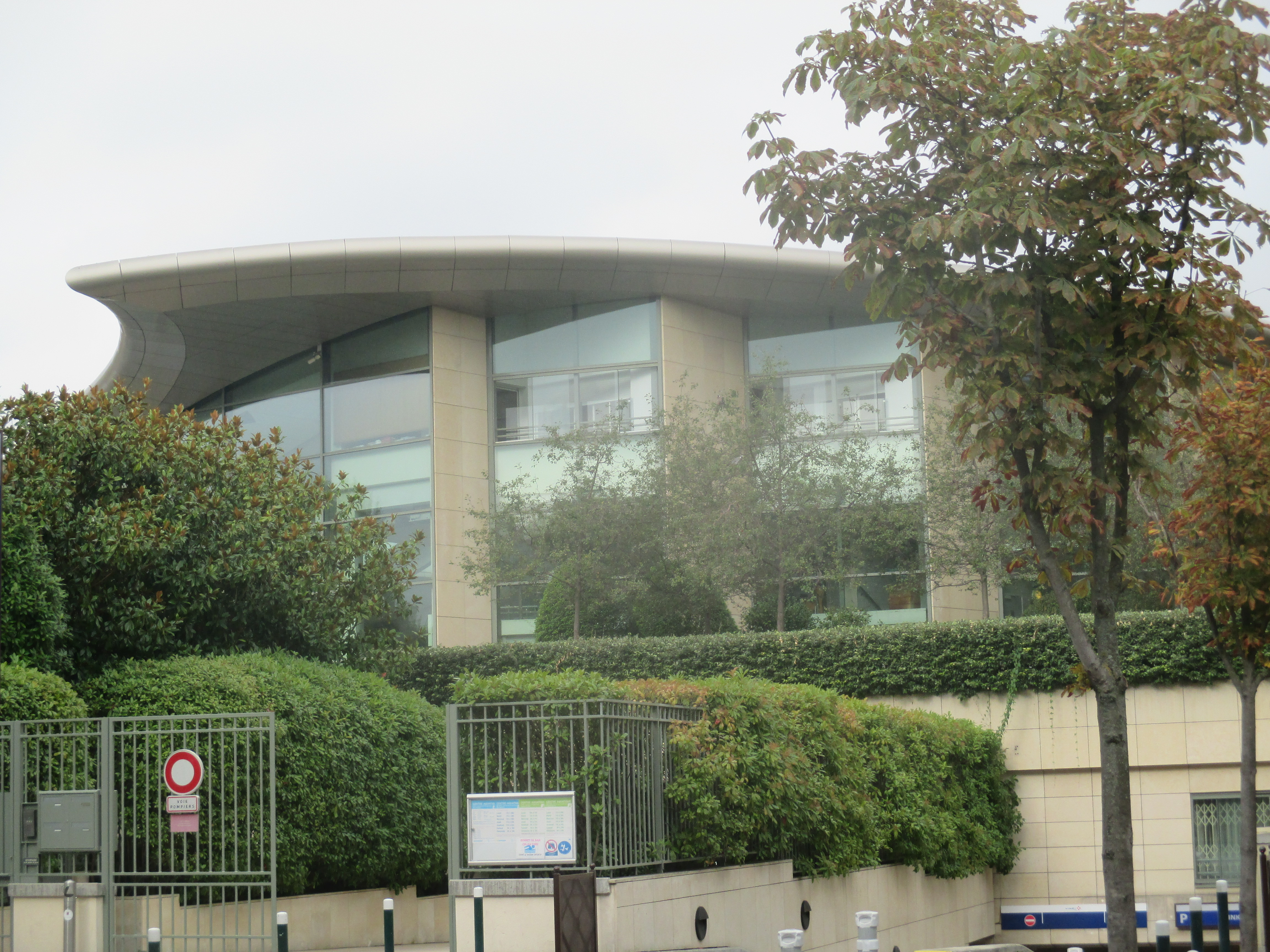
No 27 : piscine de Neuilly.